# Vèrtex (geometria)
|  | Per a altres significats, vegeu «vèrtex (teoria de grafs)». |

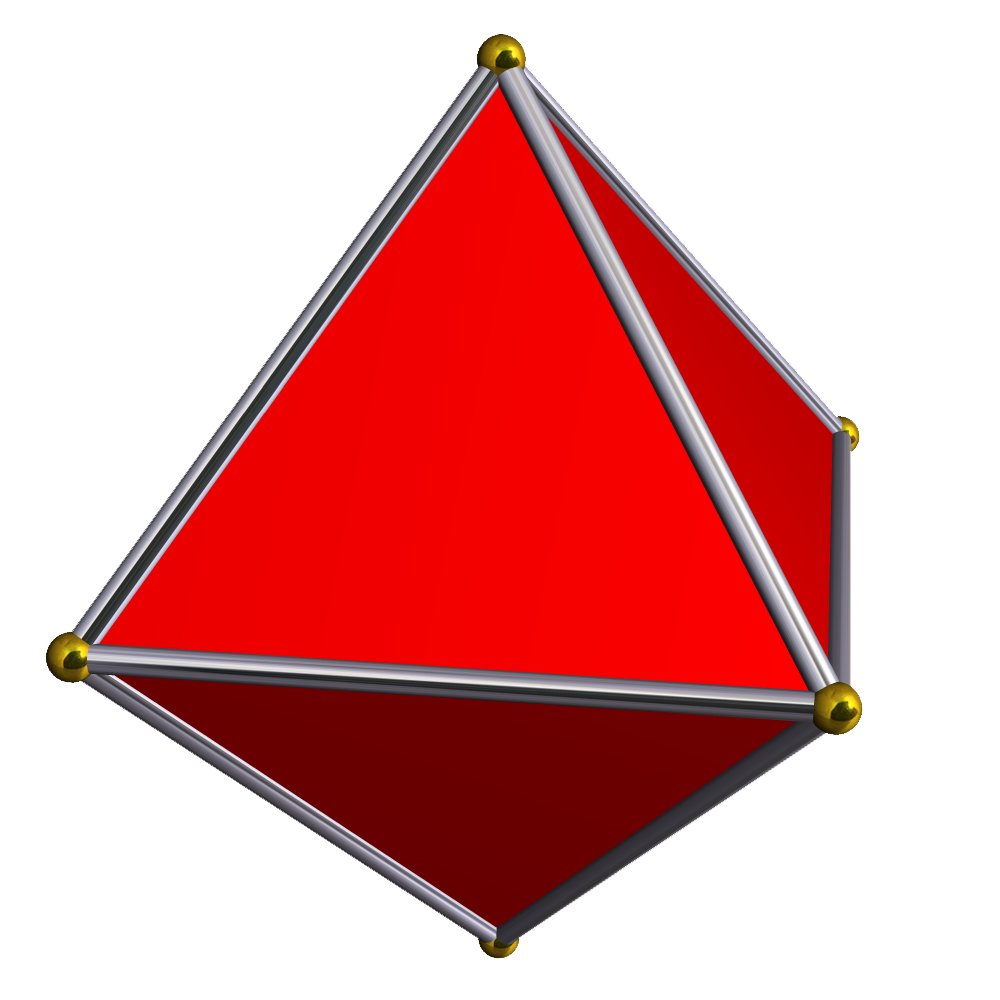
Representació d'un octaedre en el que els vèrtexs estan marcats amb una esfera

Un vèrtex és, en geometria, un punt comú entre dos costats consecutius d'una figura geomètrica. Altres definicions vàlides per a vèrtex són:
- El punt en comú de dos costats d'un angle.
- El punt en què concorren tres o més plans.[2]

## Definició

### D'un angle

Un vèrtex d'un angle és l'extrem on es troben dos segments de recta o dues semirectes.

El vèrtex d'un angle és el punt on comencen o es troben dues semirectes, o bé on s'intersecten dues rectes.

### D'un polítop
Un vèrtex és el punt de la cantonada d'un polígon, d'un políedre o d'un altre polítop de dimensió superior, format per la intersecció d'arestes o cares de l'objecte.
En un polígon, hom diu que un vèrtex és convex si l'angle intern del polígon, és a dir, l'angle format per les dues arestes del vèrtex, amb el polígon a l'interior de l'angle, és de menys de π radians (180°, dos angles rectes); altrament, es diu que el vèrtex és còncau. Més generalment, un vèrtex d'un políedre o d'un polítop és convex si la intersecció del políedre o polítop amb una esfera prou petita centrada al vèrtex és convexa, i còncau altrament.
Els vèrtexs dels polítops estan relacionats amb els vèrtexs dels grafs, en el sentit de què l'1-esquelet d'un polítop és un graf, els vèrtexs del qual corresponen als vèrtexs del polítop, i en què un graf es pot interpretar com un complex simplicial unidimensional, els vèrtexs del qual són els vèrtexs del graf. Tanmateix, en teoria de grafs, els vèrtexs poden tenir menys de dues arestes incidents, la qual cosa no s'acostuma a permetre en el cas de vèrtexs geomètrics. També hi ha una connexió entre els vèrtexs geomètrics i els vèrtexs d'una corba, és a dir, els seus punts de curvatura exterma: en un cert sentit, els vèrtexs d'un polígon són punts de curvatura infinita, i si s'aproxima un polígon mitjançant una corba suau, hi haurà un punt de curvatura extrema al voltant de cada vèrtex del polígon. Tanmateix, una aproximació per una corba suau a un polígon també tindrà vèrtexs addicionals, als llocs on la curvatura sigui mínima.

### D'una tessel·lació plana
Un vèrtex d'una tessel·lació és un punt on coincideixen tres o més tessel·les; en general, però no sempre, les peces que configuren una tessel·lació són polígons, i els vèrtexs de la tessel·lació són també vèrtexs de les peces. Més en general, una tessel·lació es pot veure com un tipus de complex cel·lular, de la mateixa manera que les cares d'un políedre o d'un polítop; els vèrtexs d'altres tipus de complexos, com els complexos simplicials són les seves cares 0-dimensionals.

## Vèrtex principal

El vèrtex B és una orella, perquè el segment lineal entre C i D es troba completament a l'interior del polígon. El vèrtex C és una boca, perquè el segment entre A i B està completament forta del polígon.

Un vèrtex xi d'un polígon simple P és un vèrtex principal si la diagonal [xi−1, xi+1] interseca la frontera de P només a xi−1 i a xi+1. Existeixen dos tipus de vèrtexs principals: orelles i boques.

### Orelles
Hom diu que un vèrtex principal xi d'un polígon simple P és una orella si la diagonal [xi−1, xi+1] entre els vèrtexs adjacents a xi està completament continguda a P. Segons el teorema de les dues orelles, tot polígon simple té almenys dues orelles.

### Boques
Hom diu que un vèrtex principal xi d'un polígon simple P és una boca si la diagonal [xi−1, xi+1] està totalment continguda a l'exterior de la frontera de P.

## Nombre de vèrtexs d'un políedre
La superfície de qualsevol políedre convex té característica d'Euler
{\displaystyle V-E+F=2},
on V és el nombre de vèrtexs, E és el nombre d'arestes i F és el nombre de cares. Aquesta equació es coneix com a relació d'Euler. Així, el nombre de vèrtexs és 2 més l'excés del nombre d'arestes sobre el nombre de cares. Per exemple, un cub té 12 arestes i 6 cares i, per tant, té 8 vèrtexs.

## Vèrtexs en gràfics per ordinador
En la confecció de gràfics per ordinador, els objectes s'acostumen a representar com a políedres triangulats, en els quals els vèrtexa dels objectes s'associen no només amb les seves 3 coordenades espacials, sinó també amb altra informació gràfica necessària per renderitzar l'objecte correctament, com per exemple colors, propietats de reflexió, textures i normals.